# تلمبه علی‌اکبر بحرانی
روستای علی‌اکبر بحرانی یک منطقهٔ مسکونی در ایران است که در دهستان هشیوار واقع شده‌است.